# Красовицький Борис Маркович
Борис Маркович Красовицький (нар. 4 (17) серпня 1916, Суми —пом. 14 березня 2008, Харків) — професор, доктор хімічних наук, Заслужений діяч науки і техніки України, Лауреат премії Ради Міністрів СРСР, Державної премії України та премії імені А. І. Кіпріанова НАН України, видатний український учений у галузі фізики та хімії конденсованого стану, вчений-універсал, фундатор наукової школи синтезу, дослідження та застосування органічних барвників і люмінофорів.

## Біографія
Борис Маркович Красовицький народився 4 (17) серпня 1916 року в м. Суми.

### Школа, фзу, виш
Отримав семирічну освіту у Харкові.
Опісля — закінчив школу фабрично-заводського учнівства Харківського електромеханічного заводу
1933 року поступив до Хімічного факультету Харківського державного університету. Навчався на відмінно. Спеціалізація на факультеті — органічна хімія. Такий вибір визначив усе подальше багатоплідне професійне життя ученого.
На той час став знаним у державі зачинателем створення у вищих навчальних закладах — СНТ (студентського наукового товариства)

### Аспірантура, докторантура
1938 року — закінчив хімічний факультет Харківського університету.
Цього ж — 1938 року — поступає до аспірантури Інституту хімії. Науковий керівник — професор Є. С. Хотинський, завідувач у той час кафедри органічної хімії та відділу органічної інституту, знаний хімік-органік.
Також, на подальшу долю науковця здійснив непересічний вплив один з найвидатніших учених країни, професор, у наступному — академік і віце-президент Академії наук України — Андрій Іванович Кіпріанов.
Свою першу наукову публікацію написав у співавторстві з Борисом Амітіним та Олександром Давидовим, вона стосувалася продуктів переробки галаліту та була опублікована у «Працях інституту хімії ХДУ».
З початком радянсько-німецької війни захист дисертації відкладено на невизначений строк. З липня 1941 року — на фронті.
Кінець 1945 року — повернення до університету.
1946 рік — захистив кандидатську дисертацію. Обіймає одночасно посади доцента кафедри органічної хімії і вченого секретаря університету. Опісля призначається заступником декана хімічного факультету Харківського держуніверситету. У навчально-методичному доробку — курс органічної хімії для студентів-біологів та спецкурси для студентів-хіміків.
У цей час показує себе здібним організатором — був заступником голови комісії щодо сприяння будівництву нової будівлі університету, що зводилася на основі зруйнованого під час війни Будинку Проектів.
1960 рік — захистив докторську дисертацію на тему «Дослідження в ряду азобарвників, похідних бісдіазоторованих амінів», що увінчала величезний цикл робіт у галузі дослідження та синтезу барвників.

### Завідувач лабораторії
З 1961 року очолив лабораторію органічного синтезу щойно створеного у Харкові Всесоюзного інституту монокристалів, сцинтиляційних матеріалів і особливо чистих хімічних речовин (тепер НТК «Інститут монокристалів» НАН України).
Одночасно до 1970 року — професор кафедри органічної хімії Харківського університету (за сумісництвом).

### Інновації
У галузі органічного синтезу, дослідження та практичного застосування органічних люмінофорів та барвників роль і здобутки Б. М. Красовицького є значущими дотепер.
Б. М. Красовицький є фундатором нового наукового напрямку — хімія органічних люмінофорів і люмінесцентних матеріалів.
Провів піонерські дослідження сполук з двома флуорофорними угрупуваннями (біфлуорофори).
Запропонував класифікацію біфлуорофорів.
Уперше у світі синтезував і дослідив біфлуорофори іонної будови.
Науковою школою Б. М. Красовицького досліджені люмінофори різних класів: азометини та етилени, оксазоли і оксадіазоли, халкони і піразоліни, похідні фталевої та нафталевої кислот.
У лабораторії органічного синтезу під керівництвом Б. М. Красовицького проведені прикладні роботи та впроваджені у практику: створення свтлостійких плівок для сільського господарства, люмінесцентне фарбування пластмас, сцинтиляторів для реєстрації іонізуючих випромінювань. Найкращі зразки продукції одразу впроваджувалися у виробництво. Зокрема, Рубіжанське ВО «Краситель» освоїло більше ста найменувань продукції лабораторії.
Створені люмінофори з новими реакційноздатними угрупуваннями (у рамках досліджень з отримання флуоресцентних мітчиків і зондів для біології та медицини). Застосовуються для кількісного визначення ліпідів у клітинах мікроорганізмів, для діагностики гіперліпідемії і хвороб, пов'язаних з порушенням функцій печінки, і для багатьох інших цілей.
В області органічних люмінофорів і люмінесцентних матеріалів лабораторія органічного синтезу Інституту монокристалів виступала координувальним центром наукових досліджень колишнього Радянського Союзу:
- створена Рада з органічних Міністерства хімічної промисловості СРСР (керівник Б. М. Красовицький)
- створена Секція органічних матеріалів Наукової Ради з люмінесценції АН СРСР (керівник Б. М. Красовицький)
- регулярно проводяться Всесоюзні конференції з органічних люмінофорів (Харків, впродовж багатьох років, організатор і натхненник — Б. М. Красовицький)

### 90-літній ювілей
29 вересня 2006 року на урочистому засіданні Вченої ради НТК «Інститут монокристалів» під головуванням директора НТК, академіка НАН України В. П. Семиноженка із запрошенням представників різних колективів, дослідницьких груп Харкова, інших міст України та Росії вшановано багаторічну та багатоплідну діяльність патріарха органічної хімії міжнародного масштабу.
Борис Маркович Красовицький першим в історії удостоєний звання Почесного доктора НТК «Інститут монокристалів» НАН України.
До останніх днів життя ювіляр продовжував плідну наукову і громадську діяльність, щедро ділячись своїм багатим досвідом з молоддю.
Помер у Харкові, 14 березня 2008 року.

## Публікації

### Наукові праці
Більше 600 публікацій, у тому числі, понад 200 винаходів, монографія
- "Органічні люмінофори ", написана спільно зі своїм учнем професором Б. М. Болотіним, двічі видана в СРСР (1976 і 1984 р.р.) і перевидана у ФРН під назвою "Organic Luminescent Materials "(1988 р.), книги:
- «Препаративна хімія органічних люмінофорів» (1997 р.),
- «Атлас спектрів органічних люмінофорів» (випуск 1, 2001 р. і випуск 2, 2003 р.) і
- «Моно-і біфлуорофори» (спільно з Л. М. Афанасіаді, 2002 р.)

### Мемуари
- «Столичний Харків — місто моєї юності»,
- «Мої вчителі і однолітки»,
- «Повість про світляків», присвячені історії Харкова, Харківського університету та Інституту монокристалів.

## Відзнаки й нагороди
1982  —  Премія Ради Міністрів СРСР
1985  —  звання «Почесний хімік»
1989  —  почесне звання «Заслужений діяч науки і техніки України»
1990  —  Премія імені А. І. Кіпріанова НАН України
1992  —  Державна премія України
2006  —  Почесний доктор НТК «Інститут монокристалів» НАН України
Наукові розробки Бориса Марковича відзначені п'ятьма медалями ВДНГ СРСР, в тому числі двома золотими.